# 夸罗纳
夸罗纳（義大利語：Quarona），是意大利韦尔切利省的一个市镇。总面积15平方公里，人口4276人，人口密度每平方公里285.1人（2009年）。ISTAT代码为002107。